# غضنفر آذرفر
غضنفر آذرفر (۱۳۱۸ – ۱۵ بهمن ۱۴۰۲) سرتیپ دوم تکاور نیروی زمینی ارتش ایران بود. وی با صدام حسین در کلاس‌های تکاوری بین‌المللی هم‌دوره بود.
آذرفر در سال ۱۳۳۶ به عضویت ارتش شاهنشاهی ایران درآمد و در خلال جنگ ایران و عراق از فرماندهان نیروی زمینی ارتش بود و در عملیات‌های کربلای ۷، والفجر ۲ و والفجر ۴ حضوری فعال داشت. او در سال ۱۳۵۹ بر اثر اصابت ترکش خمپاره در پادگان مریوان از ناحیه دو پا مجروح شد. وی پیش‌تر فرماندهی لشکر ۶۴ ارومیه، لشکر ۲۸ پیاده کردستان، لشکر ۳۰ پیاده گرگان و قرارگاه منطقه‌ای غرب را برعهده داشت.

## زندگی‌نامه
غضنفر آذرفر در سال ۱۳۱۸ در روستا مغانک، در جنوب شهرستان الیگودرز در استان لرستان زاده شد شد. وی پس از فارغ‌التحصیلی از دبیرستان، در سال ۱۳۳۶ در دانشکده افسری ثبت نام کرد. وی در طول تحصیل به زبان‌های انگلیسی و عربی تسلط پیدا کرد. او با درجه عالی دوره‌های آموزش تکمیلی ارتش، دوره مقدماتی، دوره هوابرد، تکاوری و همچنین دوره جنگ‌های ویژه (کلاه‌سبزهای ایران) را پشت سر گذاشت.

## سوابق
- فرماندهی لشکر ۶۴ ارومیه ۱۳۶۷–۱۳۶۵
- در سال‌های ۱۳۳۶ تا ۱۳۳۸ و سال‌های ۱۳۴۰ تا ۱۳۴۳، خدمت در کردستان (وی همزمان در این مناطق به تدریس مباحثی چون ریاضیات و زبان در دبیرستان‌ها پرداخت)
- فرماندهی لشکر ۲۸ کردستان
- فرماندهی لشکر ۸۴ لرستان[۶]
- فرماندهی قرارگاه غرب[۲]

## پیام روح‌الله خمینی
به دنبال پیروزی لشکر ۶۴ ارومیه در عملیات کربلای ۷ در اسفندماه ۱۳۶۵ سید روح‌الله خمینی طی تماس بی‌سیمی به وی تبریک گفت.

## درگذشت

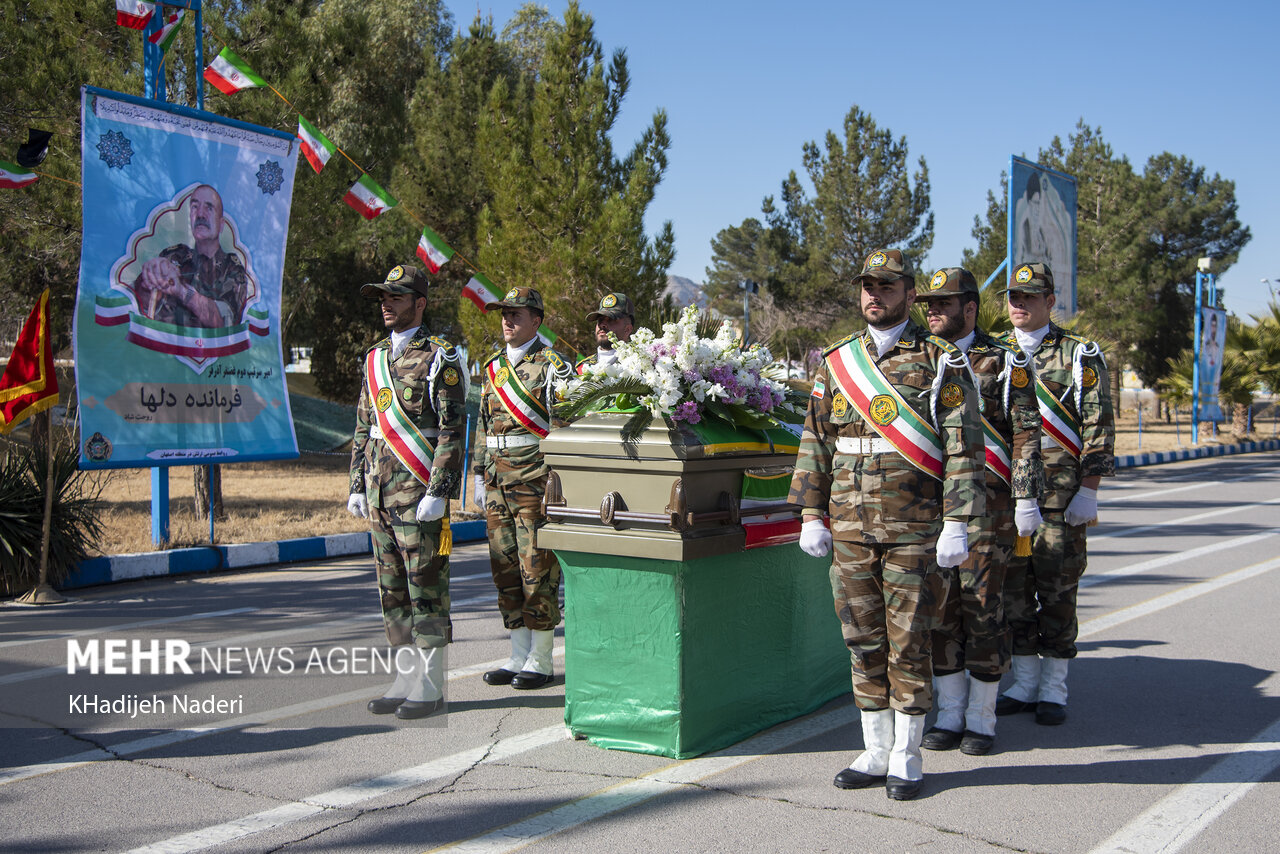
تشییع در اصفهان

او در ۱۵ بهمن ۱۴۰۲ بر اثر کهولت سن درگذشت. پیکر او در اصفهان تشییع و  در باغ رضوان به‌خاک سپرده شد.

## شاگردان
- علی صیاد شیرازی[۶]